# 日髙のり子の Tokyo Wonder Jam うり!うり!うりほぅ!
日髙のり子の Tokyo Wonder Jam うり!うり!うりほぅ!（ひだかのりこのトウキョウ・ワンダージャムうりうりうりほう）は、日髙のり子がパーソナリティを務め、KBS京都で生放送されていたラジオ番組。
後継番組の、「日髙のり子の Happy＠」（ひだかのりこのハッピーアットマーク）も本項で説明する。

## 日髙のり子の Tokyo Wonder Jam うり!うり!うりほぅ!

### パーソナリティー
- 日髙のり子
- サンガレポーター・松本沙織

### 放送期間と放送場所
放送期間1998年4月4日～2001年3月31日までの毎週土曜日、時間は午後4時～6時までの2時間、放送回数は156回。東京二子玉川に有る、番組スポンサー『ナムコ』でも有る「ナムコ・ワンダーエッグ」の内のエルズ広場に作られたサテライトスタジオ「WE2ステーション」（後に「ワンダーエッグ3」となると共に「WE3ステーション」となる）から生放送されていた。2000年12月末は二子玉川駅前の再開発事業で「ナムコワンダーエッグ」が閉鎖されたため、東京都内のスタジオ（場所不明）から生放送。

### 番組内のコーナー
- モンクの叫び！ ～鉄拳ファイヤー～
- 天下無敵の向こう見ず
- うりうりクイズ
- ハートの処方箋
- サンガ大好き（松本沙織）／試合結果速報（松本沙織）
- 夕日にGO～!

ほか、海の気象ニュース/天気予報/交通情報など

## 日髙のり子の Happy＠
東京のサテライトスタジオから生放送が売りだったが、サテライトスタジオがあった施設が閉鎖されたため、文化放送が新宿の東京都庁の45階に開設したサテライトスタジオ『都庁スタジオ SORA』からの生放送をする新番組としてリニューアルスタートした。
しかし、放送時間・サンガレポーター・番組内容は、ほぼ同じであった。リスナーからの人生相談を受け付ける「ハートの処方箋」のコーナーが無くなり、日高のり子のラジオ一人芝居『土曜サスペンス劇場』、2002年ごろからは『ガンチクSHOW』へと変更された。クイズコーナーのスポンサーに京都コンピューター学院が付き「ITクイズ5時Q」となる。
その後、都庁サテライトスタジオも閉鎖されたため、東京都内のスタジオ（場所不明）から生放送に変更となった。
また、一部期間、一部局に向けて番組のコーナー等をまとめて30分に凝縮したヴァージョンである、「日髙のり子の Happy＠LIMITED」（ひだかのりこのハッピーアットマーク・リミテッド）が放送された。

### パーソナリティー
- 日髙のり子
- サンガレポーター・松本沙織（2001年4月7日～2002年3月）
- サンガレポーター・浅野亜希子（2002年4月～2004年3月27日）
- 東京レポーター・古原奈々（2002年12月～2004年3月27日）

### 放送期間
放送期間2001年4月7日～2004年3月27日までの155回。

## 関連番組
- ハイヤングKYOTO